# Powiat Hakui
Powiat Hakui (jap. 羽咋郡 Hakui-gun) – powiat w Japonii, w prefekturze Ishikawa. W 2024 roku liczył 28 674 mieszkańców.

## Miejscowości
- Hōdatsushimizu
- Shika